# Navarcles
Navarcles är en ort  och kommun i Spanien.   Den ligger i provinsen Província de Barcelona och regionen Katalonien, i den östra delen av landet, 500 km öster om huvudstaden Madrid. Navarcles ligger 256 meter över havet och antalet invånare är 5 548.
Terrängen runt Navarcles är kuperad åt nordost, men åt sydväst är den platt. Runt Navarcles är det ganska tätbefolkat, med 54 invånare per kvadratkilometer. Närmaste större samhälle är Manresa, 7,1 km väster om Navarcles. Trakten runt Navarcles består till största delen av jordbruksmark.